# 일본의 소방

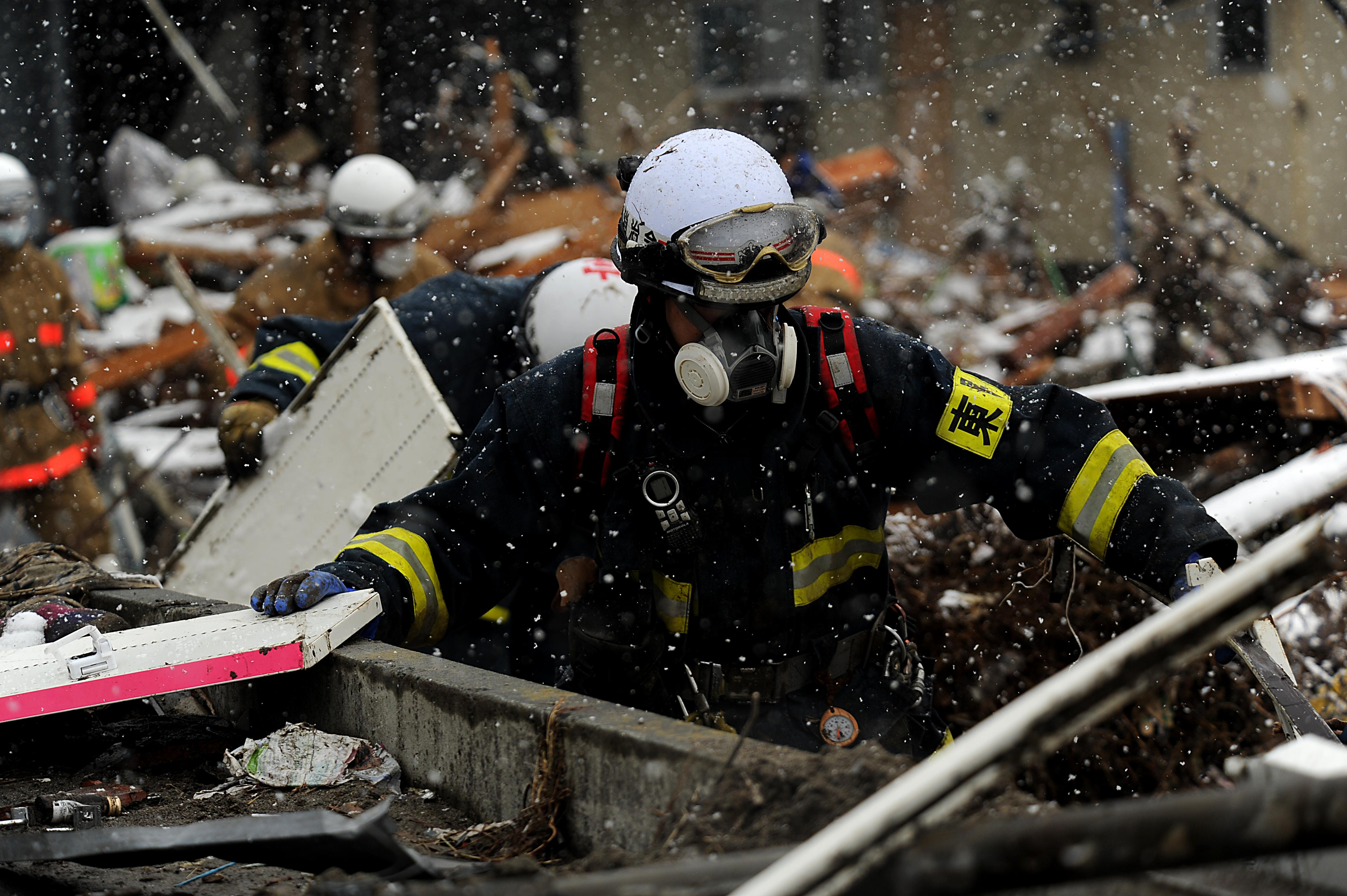
동일본 대지진 현장에서 인명구조작전을 수행하는 소방대원

일본의 소방(日本- 消防, Fire service in Japan)은 일본 내에서 화재를 예방·경계·진압하면서 국민의 생명, 신체 및 재산을 보호하는 동시에 재해에 의한 피해를 경감하고 재해로 인한 환자의 응급구호를 수행함으로써 사회의 안녕·질서를 유지하고 사회 공공복리를 증진하는 행위를 말한다.

## 역사
에도 시대 초기부터 소방 조직의 형태가 나타났으나, 실제적인 존재는 아니었으며, 주변부로 화재가 번지지 않도록 하는, 연소확대의 방지에 주력하는 활동이 전부였다. 메이지 시대에 일본 내무성 소속의 경찰기관의 일부로 소방조가 설치되었고, 근대적인 소방전술이 도입되었다. 제2차 세계 대전 이후 연합군 최고사령부의 주도 하에 경찰기관으로부터 소방 조직이 독립, 자치소방체제가 확립되었으며, 20세기 말까지 시·정·촌별로 소방조직이 상비화되었다.

## 임무
일본의 소방은 경방·구조·구급·예방으로 구분되며, 최근에는 방재도 소방의 임무로 구분하기도 한다. 도쿄 소방청의 경우 재해 현장에 대응하는 것을 '출동(出動)'이 아닌 '출장(出場)'으로 표기한다.
- 경방 : 화재의 방어와 진압과 관련한 업무로, 소방의 본질적인 업무이다. 각종 재난신고를 수신하고 출동을 지시하는 통신 지령 업무도 경방의 한 분야로 보기도 한다.
- 구조 : 재해나 사고에 의한 요구조자를 구출하는 업무이다. 수난·산악·지진·산사태·NBC 재난에 대응하는 것을 구조 업무로 보기도 한다.
- 구급 : 응급환자를 병원으로 이송하는 업무로, 본래는 대도시에서 소방기관이 임의로 제공하던 업무였으나 1963년에 소방의 업무로 법제화되었다.
- 예방 : 화재의 원인을 조사하고, 화재가 발생하지 않도록 건물 관리자의 지도를 담당하는 업무이다.

## 소방 기구
일본 총무성 소방청은 국가 소방 방재 정책의 기획·입안·및 각종 법령·기준을 만드는 업무를 수행한다.
소방 기구의 설치는 시정촌이 담당한다. 국이나 도도부현은 시정촌 소방 조직에 대한 조언이나 지도를 하는데 그치며, 관리 권한은 없다. 일본의 소방 기구는 소방본부와 소방단으로 구분된다. 소방본부는 상비조직으로, 일반 행정직 지방 공무원으로 구분한다. 소방단원은 별정직 지방 공무원으로, 출동이나 훈련에 따른 수당을 수령하는 유급 봉사단원이다.

## 같이 보기
- 일본 소방청
- 도쿄 소방청